# Szent Paraszkiva-fatemplom (Jávorfalu)
A Szent Paraszkiva-fatemplom műemlékké nyilvánított épület Romániában, Máramaros megyében. A romániai műemlékek jegyzékében az  MM-II-m-B-04753 sorszámon szerepel.